# 키친 컨피덴셜
《키친 컨피덴셜》(영어: Kitchen Confidential)은 2005년에 폭스에서 방송된 미국의 시트콤이다.

## 출연진
메인
- 브래들리 쿠퍼
- 니컬러스 브렌던
- 존 프랜시스 데일리
- 제이미 킹
- 보니 서머빌
- 오윈 요먼